# Adršpašsko-teplické skály
Národní přírodní rezervace Adršpašsko-teplické skály (německy Adersbach-Weckelsdorfer Felsenstadt) byla vyhlášena již v roce 1933 na rozloze 1771 ha k ochraně zachovalých celků skalních měst. Chráněné území je od 1. června 2015 ve správě regionálního pracoviště Východní Čechy Agentury ochrany přírody a krajiny ČR. Národní přírodní rezervace se nachází na území okresů Náchod a Trutnov. Jde o největší skalní město střední Evropy.

## Geografie, geomorfologie

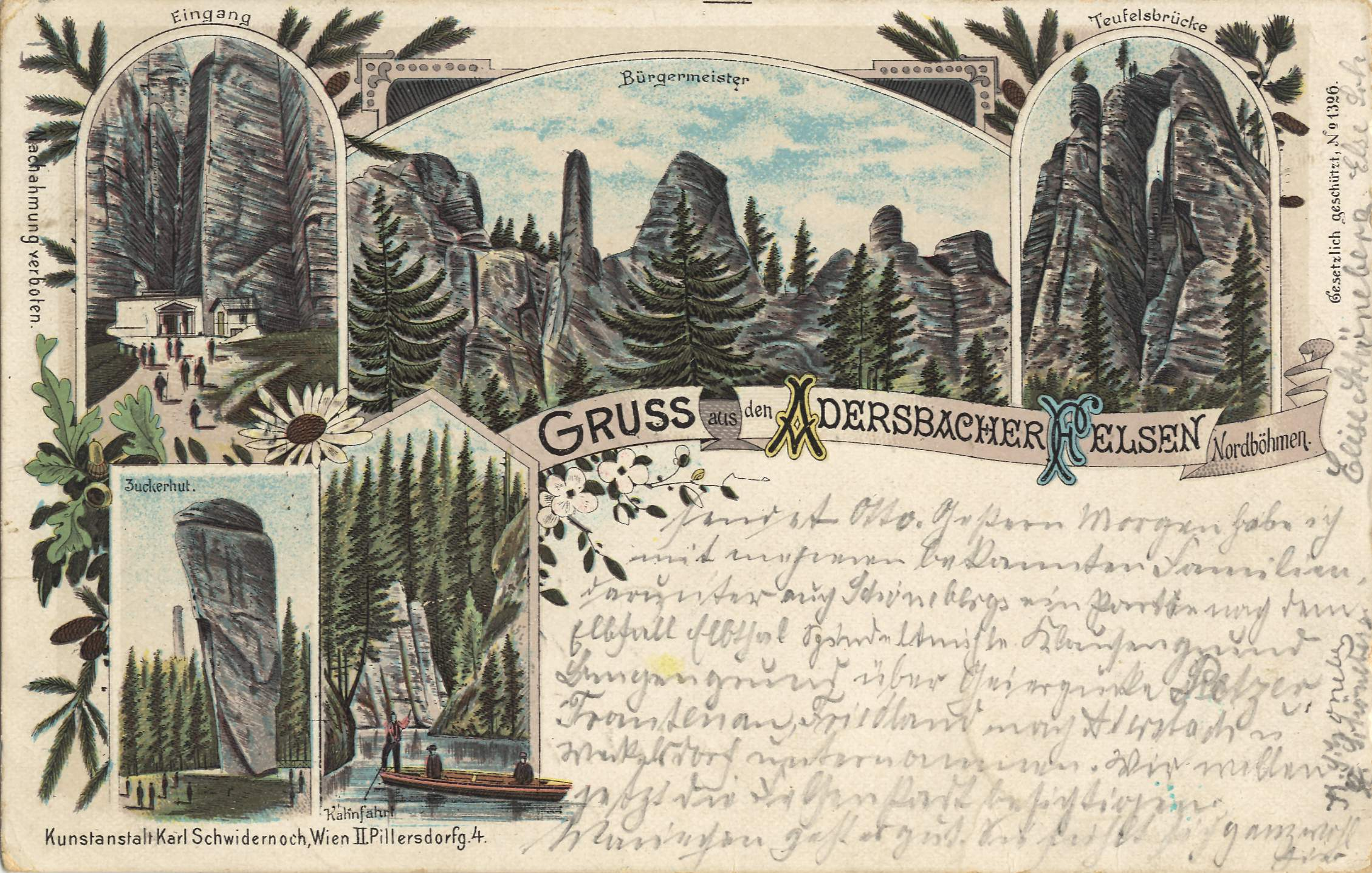
Pohlednice z Adršpašsko-teplických skal (1899)

Přírodní rezervace se nachází zhruba v trojúhelníku vymezeném obcemi Adršpach (základní sídelní jednotka Horní Adršpach), Teplice nad Metují a vrcholem Čáp nad vsí Skály v turistickém regionu Kladské pomezí ve východních Čechách v Královéhradeckém kraji.
Na tomto území se po ústupu křídového moře vlivem tektonické a erozní činnosti včetně zvětrávání vytvořily v původně souvislé pískovcové tabuli dvě izolované skupiny skal – skalní města Adršpašské skály a Teplické skály navzájem od sebe oddělená hlubokou Vlčí roklí.
Adršpašsko-teplické skály jsou samostatnou geomorfologickou částí podokrsku Teplické pánve spadající do celku Broumovská vrchovina, podcelku Polická vrchovina a okrsku Polická pánev. NPR je významná nejen svou geomorfologií, ale i výskytem řady chráněných živočichů a rostlin.

### Adršpašské skály
Od Teplických skal, s kterými vytváří souvislou plošinu, jsou Adršpašské skály odděleny 7 km dlouhým kaňonem Vlčí rokle. Najdete zde až 90 metrů vysoké skalní věže, hluboké soutěsky, vodopád a také 2 jezírka. Celou touto oblastí vede zpoplatněná okružní stezka pro turisty.

### Teplické skály
Teplické skalní město je tvořeno výraznými skalními stěnami. Od Adršpašských skal je odděleno hlubokou Vlčí roklí.
Skalní město se dělí na Skalský hřeben s nejvyšším vrcholem Skály (694 m), hřebeny Čápu (786 m), Supích skal (771 m) a Kraví hory (734 m) a na rozsáhlejší členité plošiny Bludiště.
Teplické skalní město se rozkládá podél toku Skalního potoka. Nachází se v nich asi 70 pojmenovaných skalních útvarů. Oblastí okolo Skalního potoka vede zpoplatněná okružní stezka pro turisty, oblast Supích skal a vrcholu Čáp zpoplatněna není.

## Hrady
Na území národní přírodní rezervace se nacházejí pozůstatky tří hradů, zapsaných na Ústředním seznamu nemovitých kulturních památek České republiky. Jedná se o skalní hrady Střmen, Adršpach a Skály.

## Zajímavosti
V roce 2005 se zde natáčely některé záběry filmové verze románu C. S. Lewise Lev, čarodějnice a skříň.

## Horolezectví (pískovcové lezení)
Adršpašsko-teplické skály, se svými stovkami izolovaných a bizarních skalních věží, jsou oblíbeným horolezeckým terénem. Zdejší lezení má dlouholetou a barvitou historii. První výstupy v Adršpachu podnikli již v roce 1923 členové německého klubu K.V.Lössnitz, kteří s tehdejším vybavením dokázali vystoupit na některé dominantní skalní věže (Král, Cimbuří, Saská Hlava, Martinská Koruna, Milenci, Starostová nebo Orel). V Teplických skalách byla první zdolanou věží Skalní koruna (1927). Předválečné výstupy byly až na čestné výjimky (Klub českých alpinistů 1935) záležitostí saských a postupně také místních Němců. V poválečném období začíná také éra československých prvovýstupů pokračující přes generační výměny (a od roku 1960 opět i výtečnou saskou „konkurenci“) v podstatě do současnosti. S oblastí je neodmyslitelně spjatá i svérázná lezecká (horolezecká) subkultura udržující „pískařkou“ tradici a sdružující se převážně v místních „občerstvovnách“. Zájemcům o historii zdejšího lezení lze doporučit knihu Pískaři.
Charakteristické pro zdejší skalní lezení jsou zejména hladké plotny, spáry a komíny nejrůznějších šířek. „Klasické“ výstupy často vyžadují psychickou odolnost (schopnost zvládat strach) a umění jistit se smyčkami. Díky sportovní tradici a pravidlům zakazujícím, mimo jiné, přidávat nová jištění umožňují i dnešním lezcům porovnat svoje schopnosti s předchozími generacemi průkopníků a prvovýstupů.
Od roku 1992 musí Český horolezecký svaz jménem všech horolezců sjednávat k provozování horolezectví v NPR Adršpašsko-teplické skály výjimku ze zákona paušálně zakazujícího provozování horolezectví ve všech našich národních přírodních rezervacích.

## Galerie

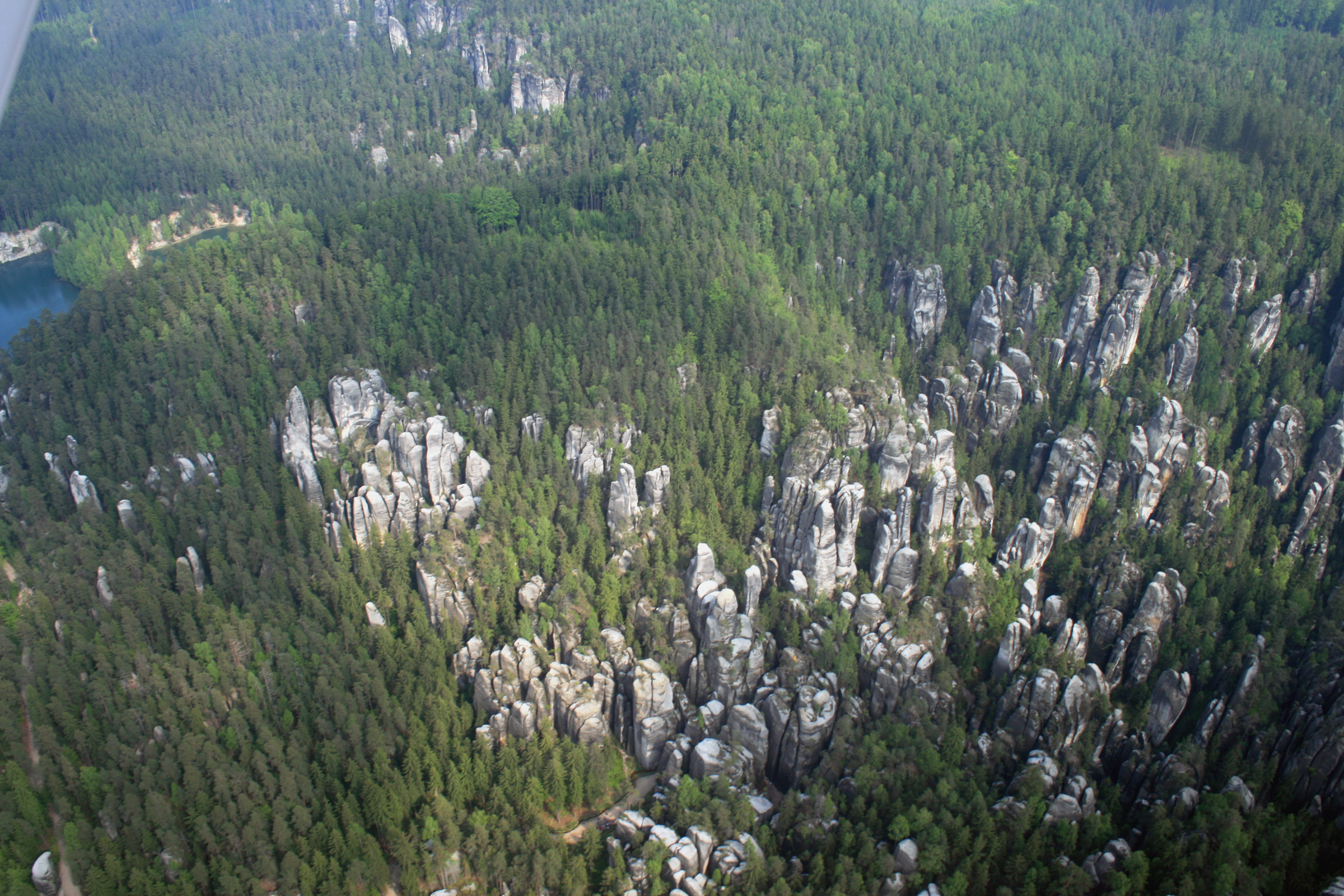
Letecký snímek skal
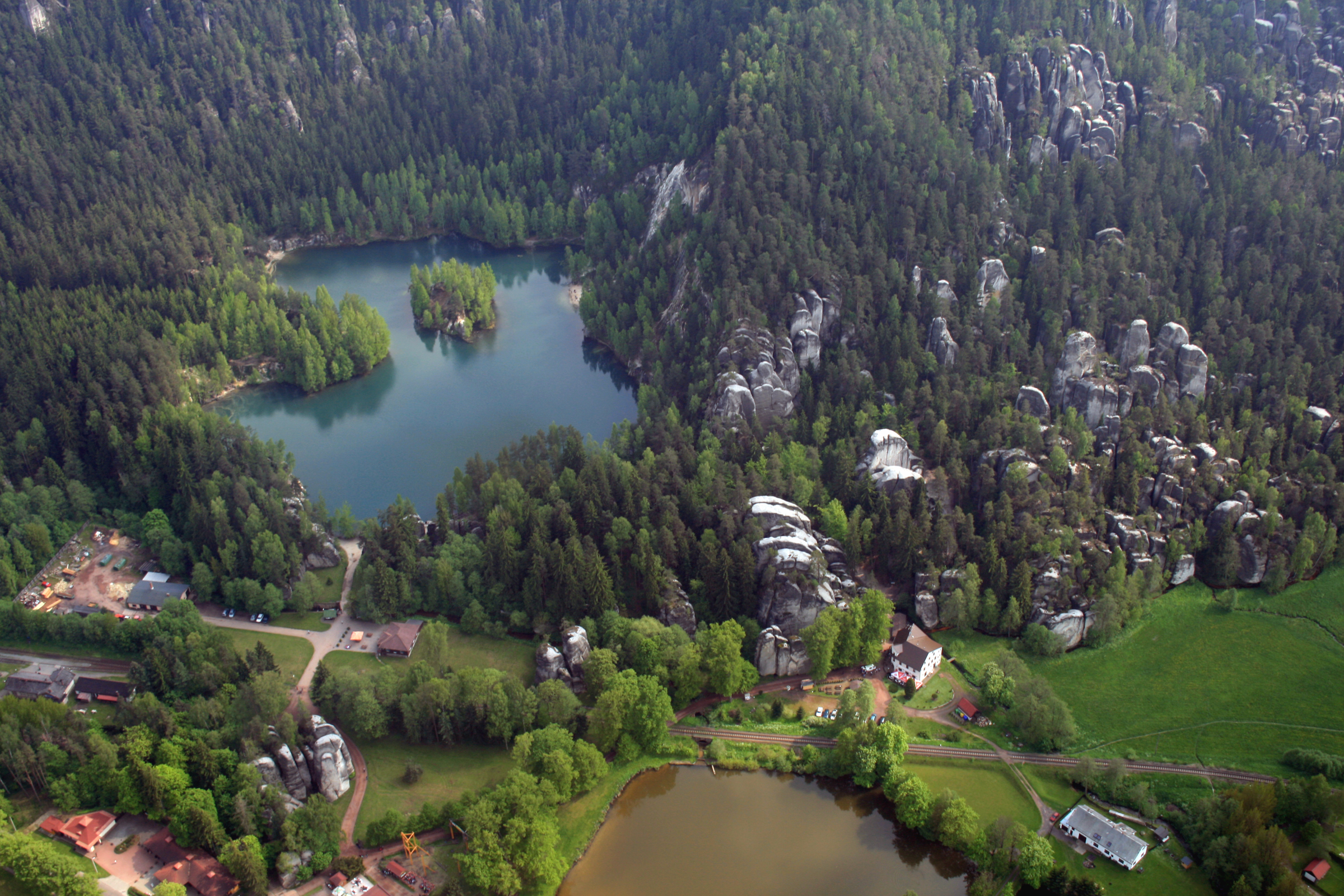
Letecký pohled na jezero Pískovna
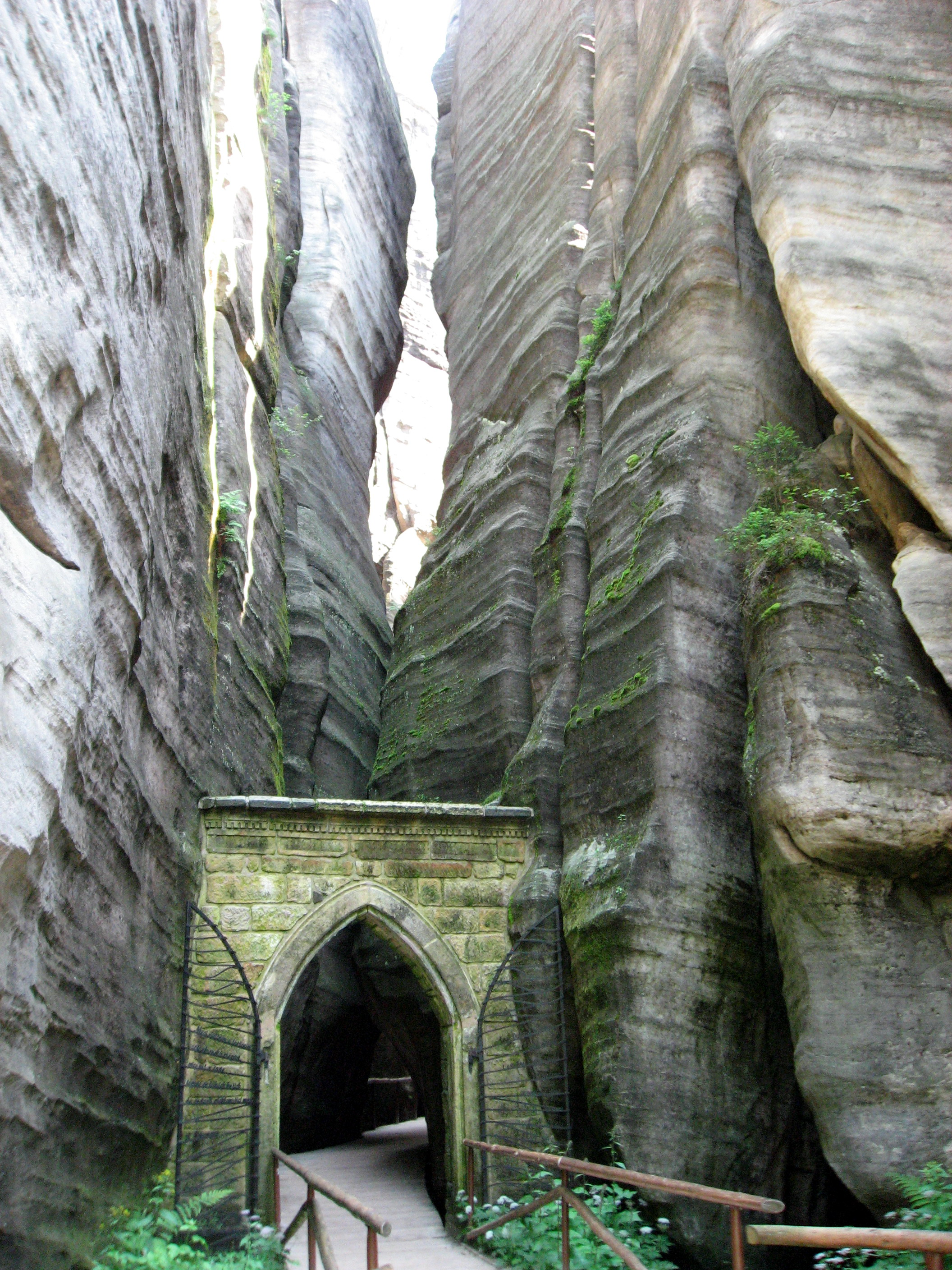
Branka, která se mihne ve filmu Lev, čarodějnice a skříň
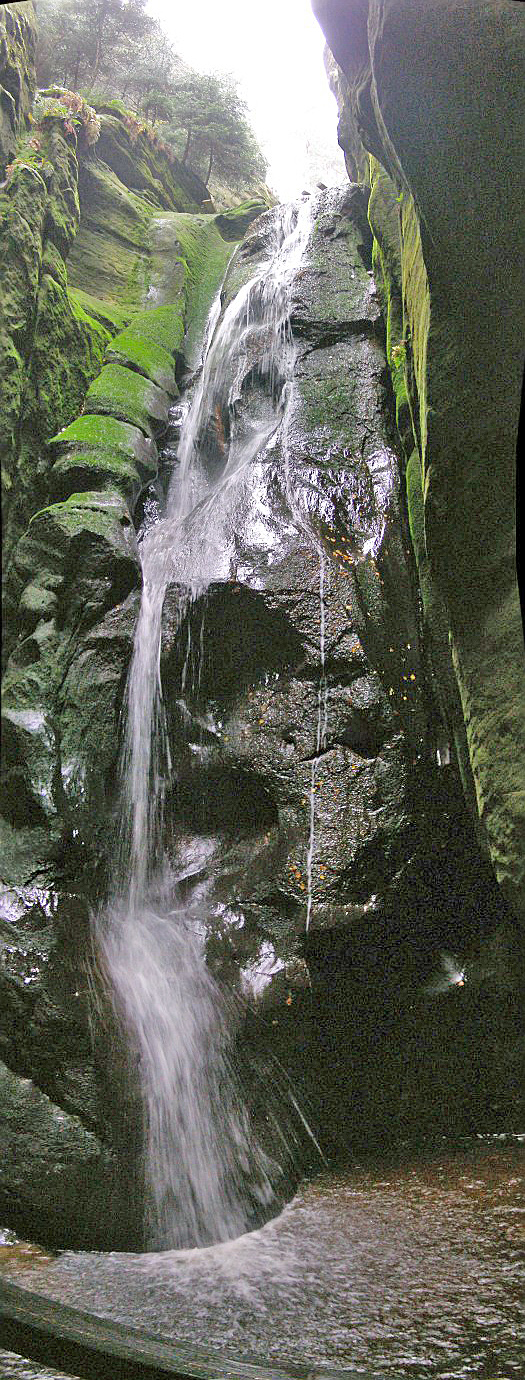
Velký Adršpašský vodopád

### Skalní útvary

#### Adršpašské skály

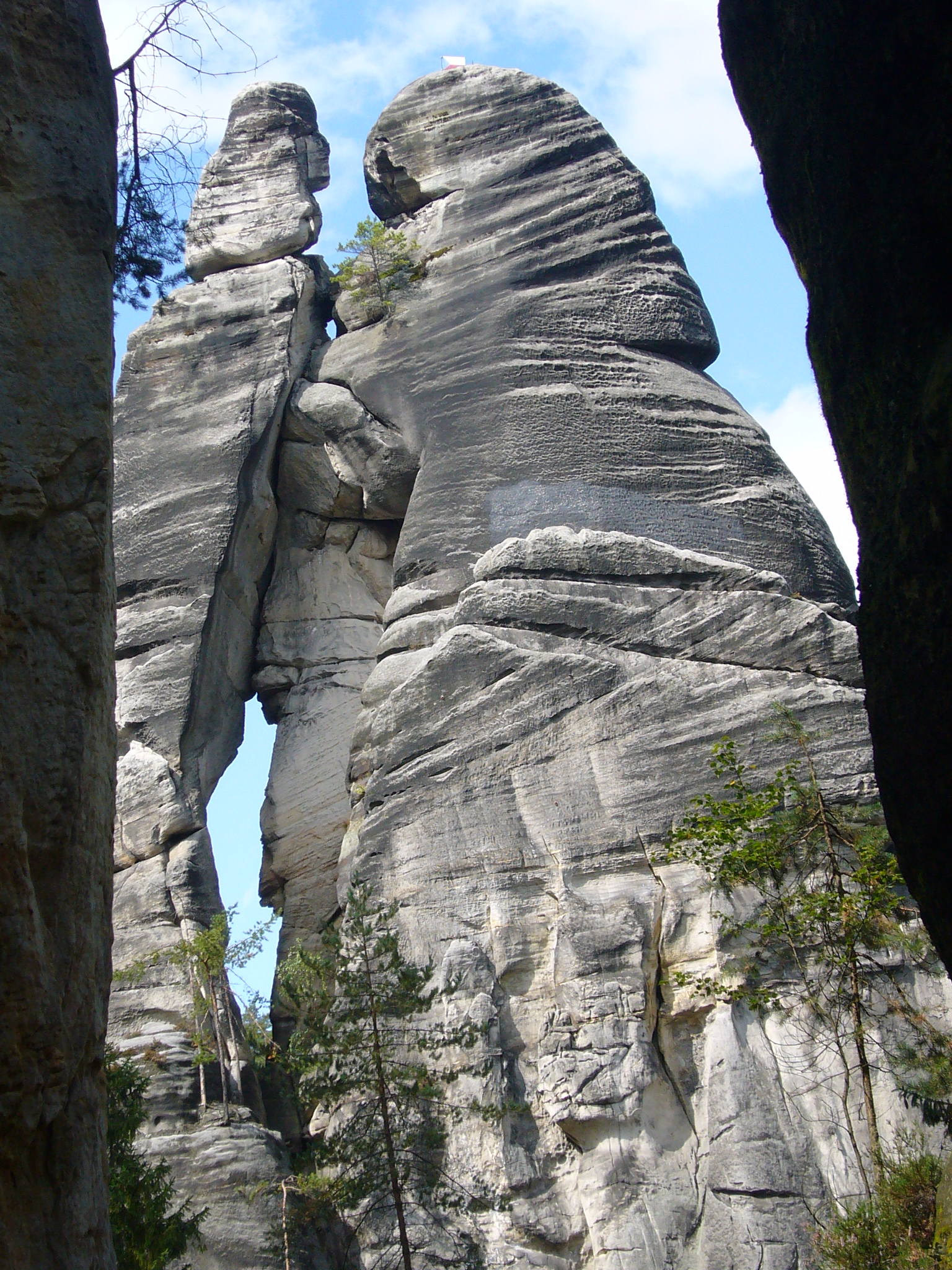
Milenci
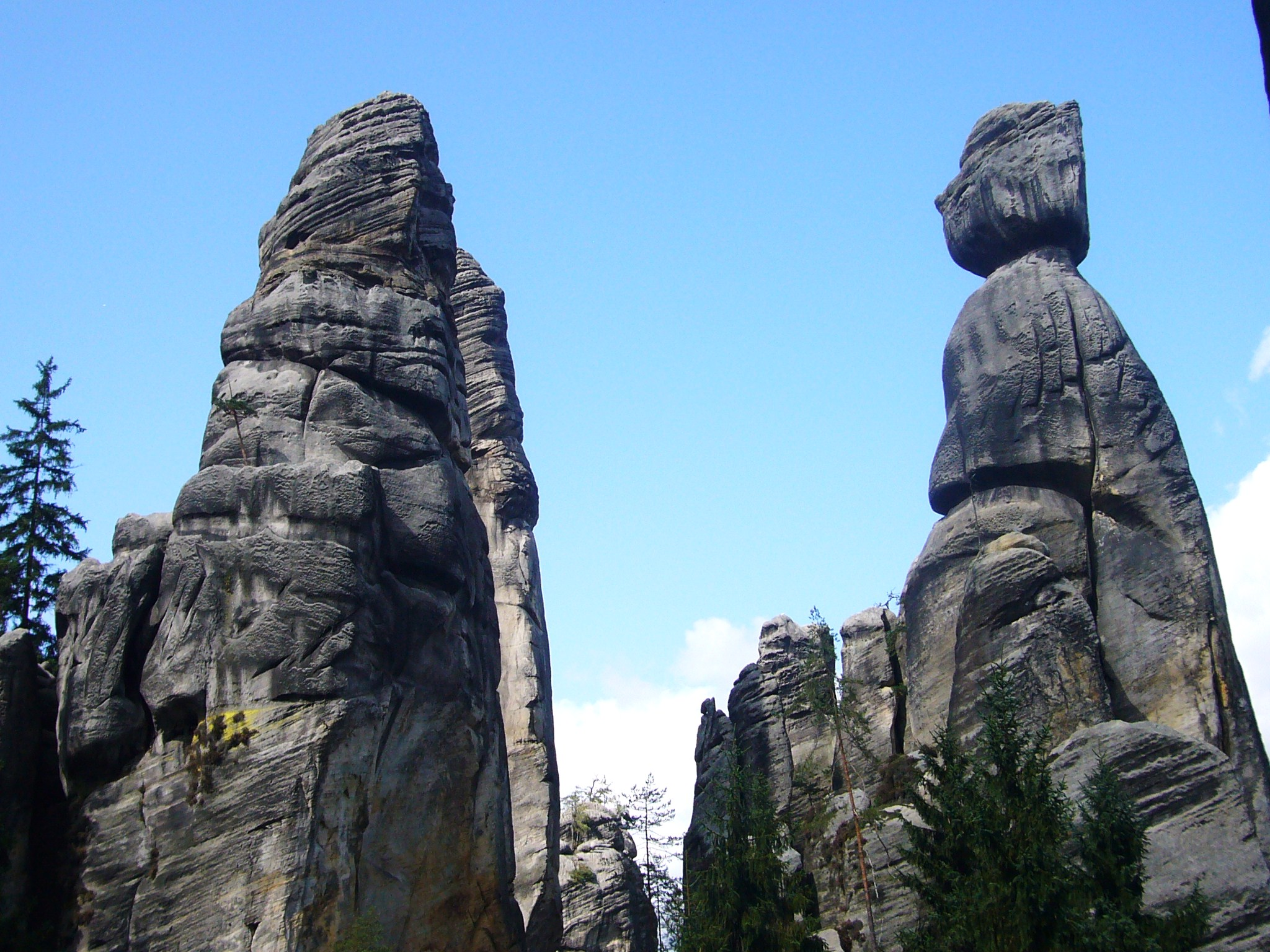
Starosta a starostová
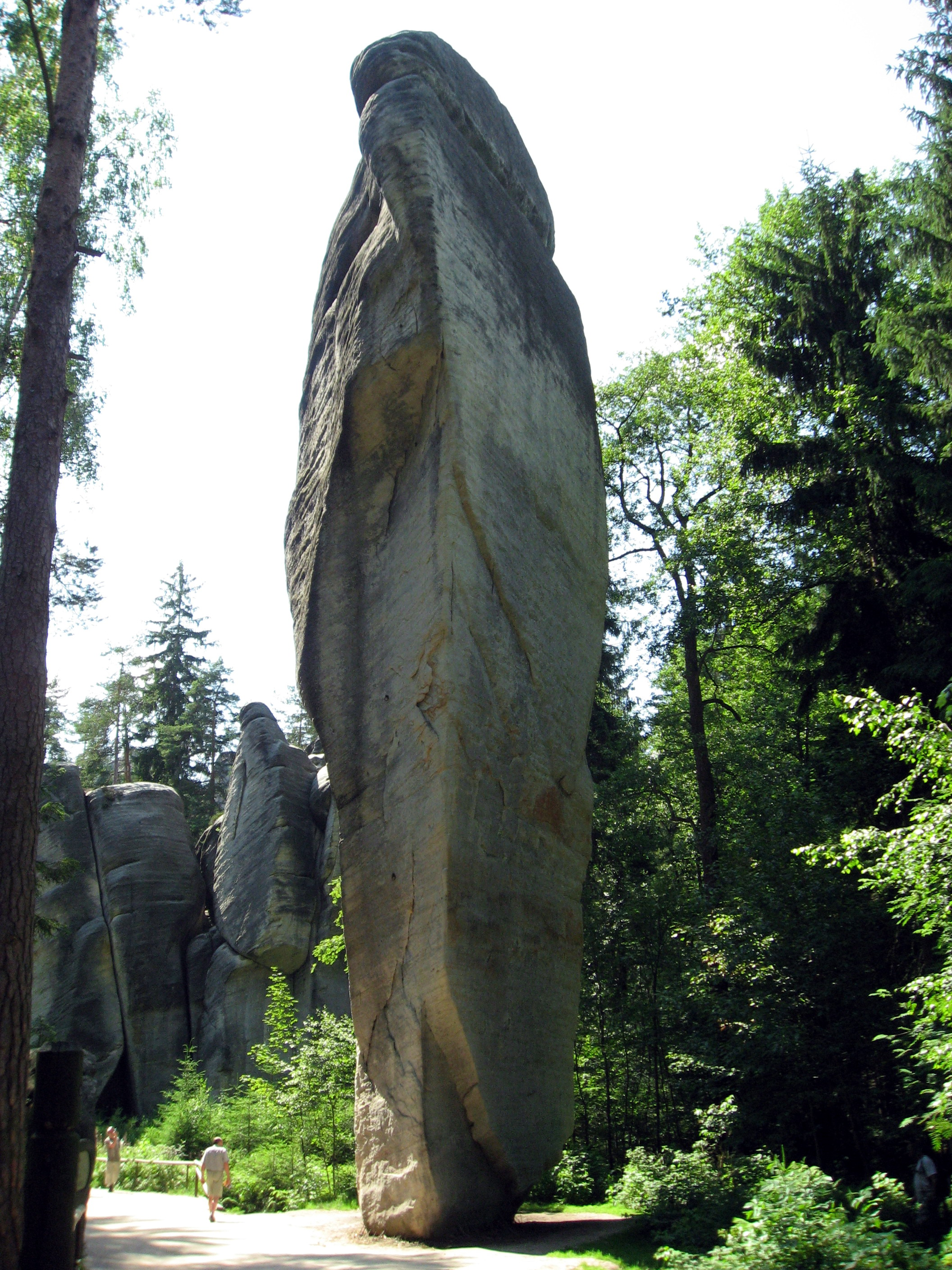
Homole cukru

#### Teplické skály

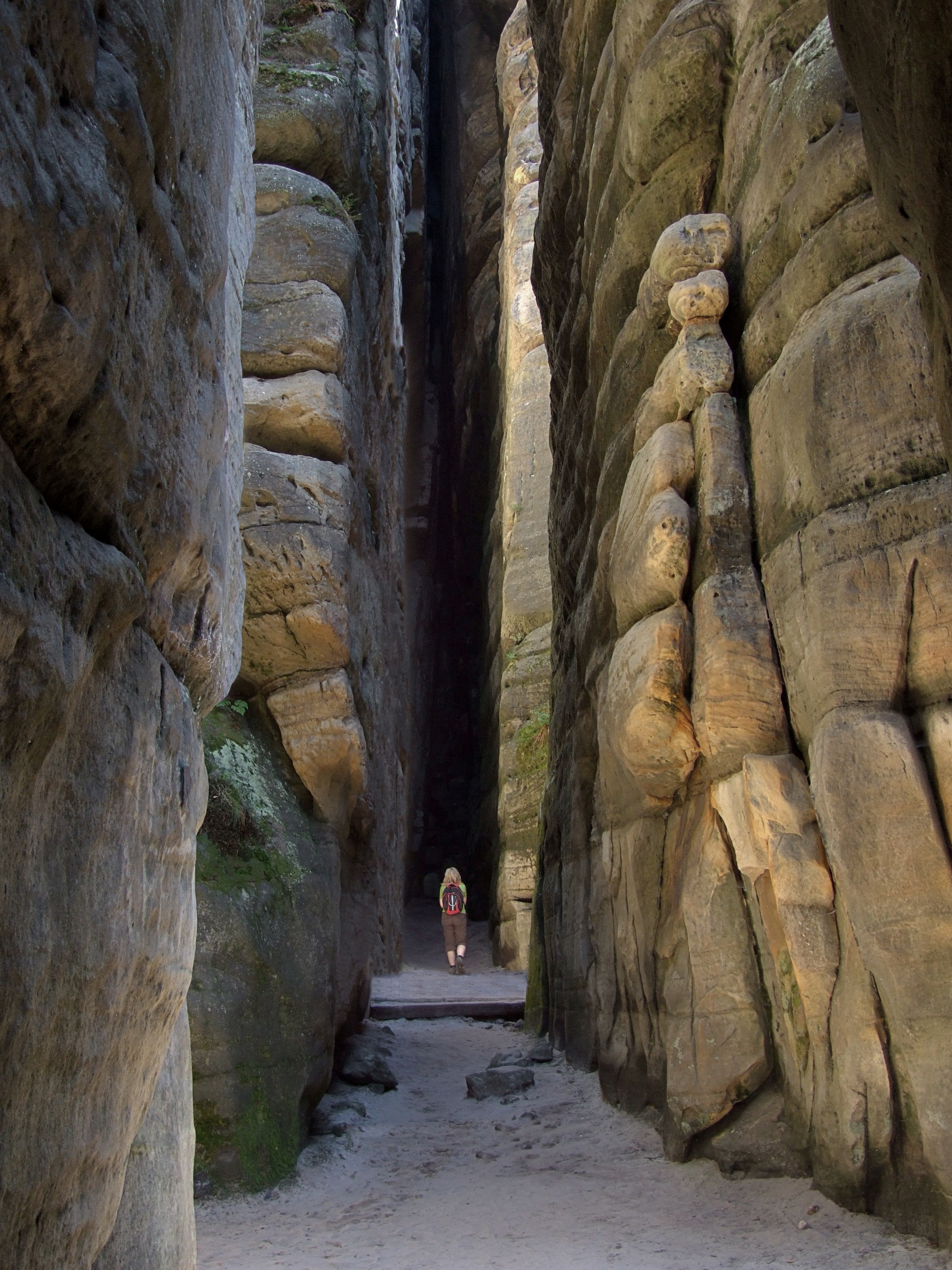
Skalní chrám
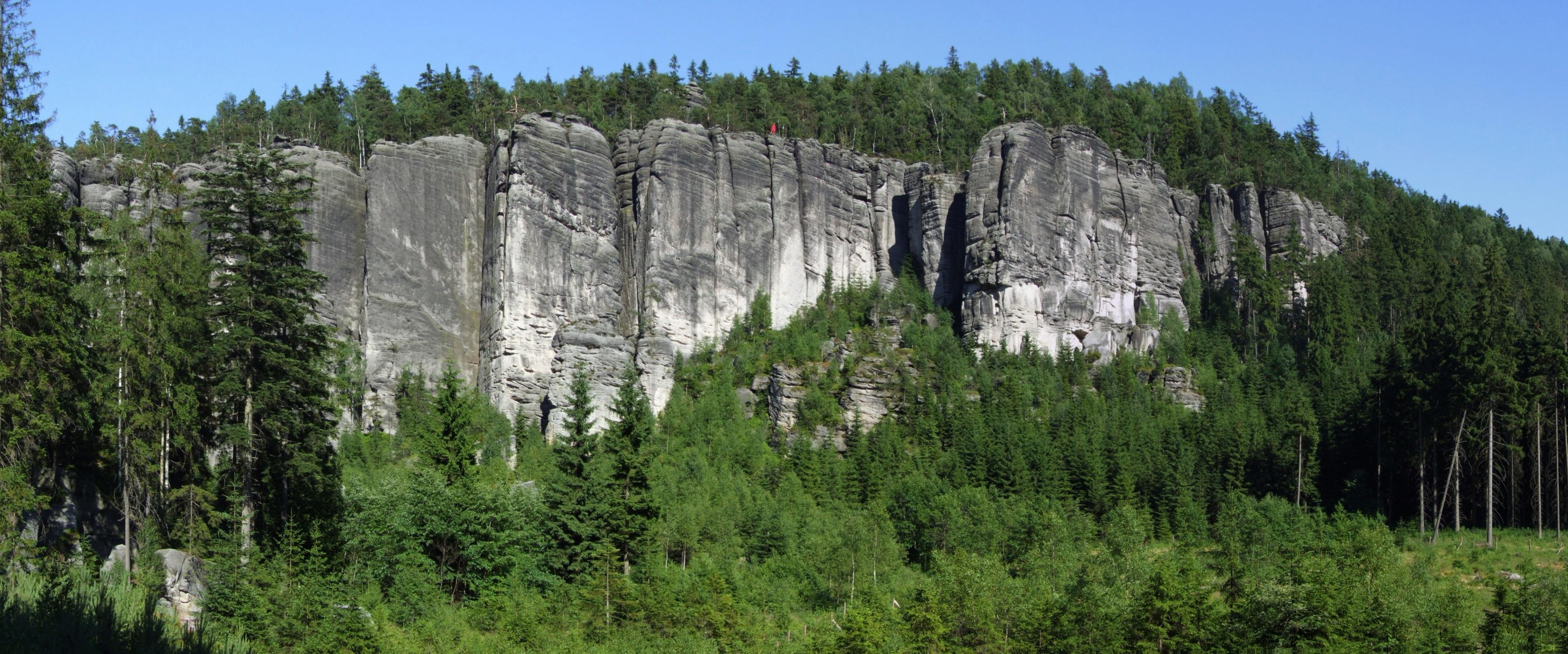
Martinské stěny